# Santa Luzia (Maranhão)
Pour les articles homonymes, voir Santa Luzia.
Santa Luzia est une ville brésilienne de l'ouest de l'État du Maranhão. Elle se situe par une latitude de 03° 57′ 48″ sud et par une longitude de 45° 39′ 30″ ouest, à une altitude de 60 mètres. Sa population était estimée à 82 854 habitants en 2006. La municipalité s'étend sur 6 133 km2.

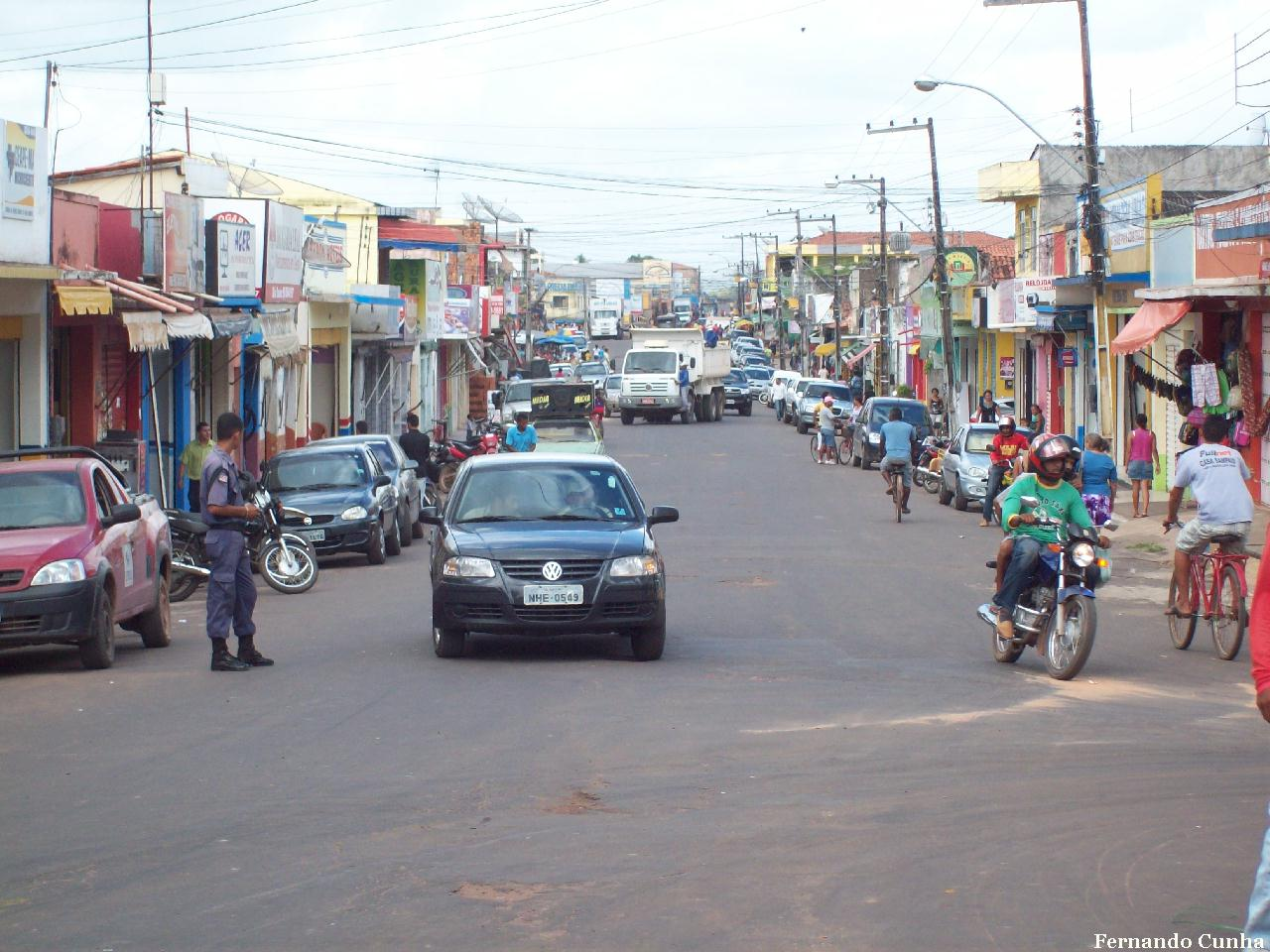
Avenue Newton Bello, centre-ville

## Maires
| Période | Période | Identité         | Étiquette | Qualité |
| ------- | ------- | ---------------- | --------- | ------- |
| 2009    | 2012    | Márcio Rodrigues | PDT       |         |